# Bernd Klug (Admiral)

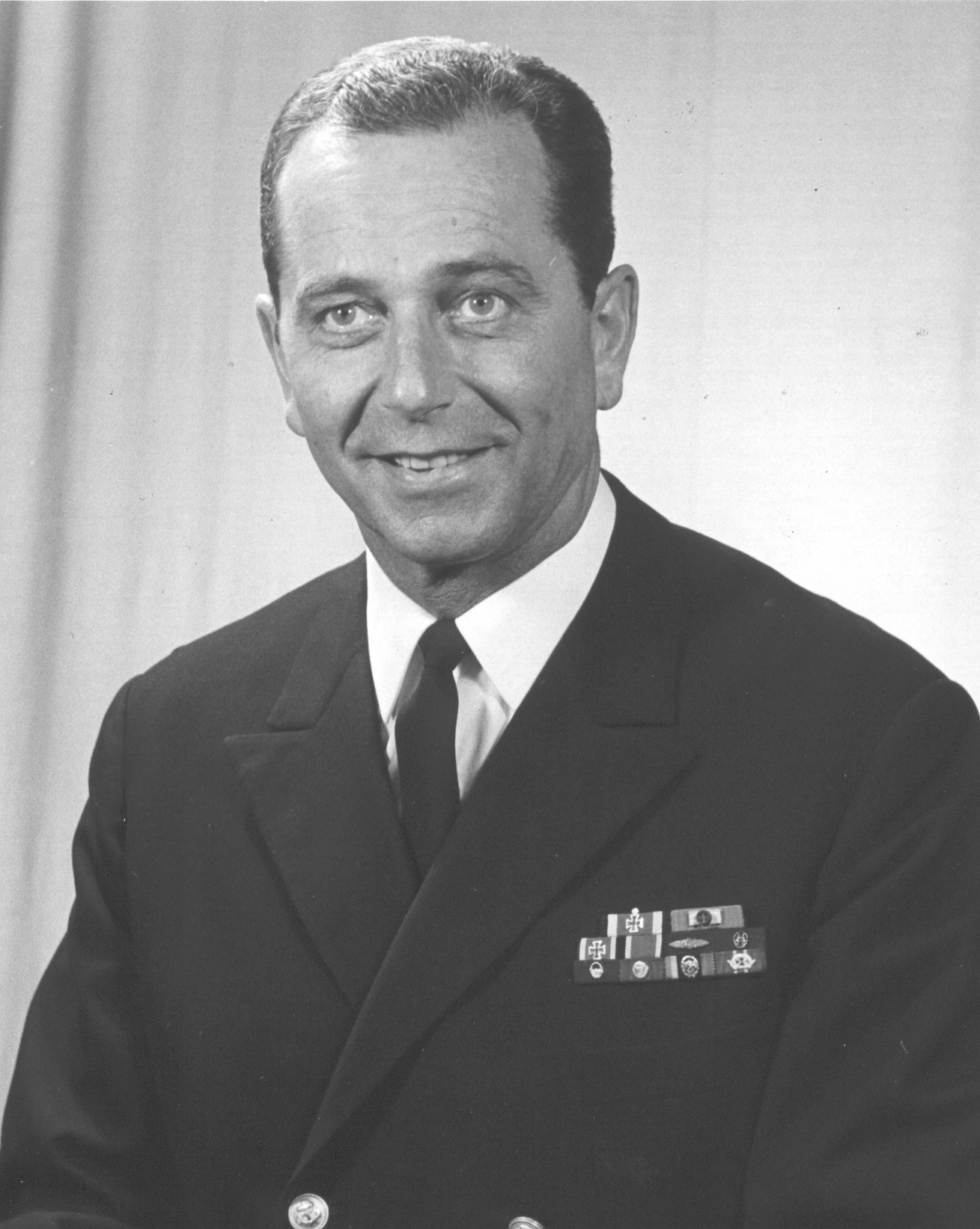
Bernie Klug (1966)

Bernd-Georg Wilhelm Klug (* 12. Dezember 1914 in Barmen; † 15. Juni 1976 in Kiel) war ein deutscher Marineoffizier, zuletzt Flottillenadmiral der Bundesmarine der Bundeswehr.

## Leben
Klug, Sohn eines Rechtsanwalts, trat 1933 in die Reichsmarine ein und wurde dort zum Artillerieoffizier ausgebildet. Er absolvierte auf dem Leichten Kreuzer Karlsruhe unter von Wilhelm Harsdorf von Enderndorf seine Auslandsausbildung mit der Crew 33. 1936 zum Leutnant zur See befördert diente er ab 1937 auf Schnellbooten der Kriegsmarine. Seinen ersten Einsatz hatte er im Spanischen Bürgerkrieg, wo er für seine Verdienste ausgezeichnet wurde.
Bei Ausbruch des Zweiten Weltkrieges war er Kommandant des Schnellboots S 18 und später von S 28. In der Zeit von 1939 bis 1941 nahm er mit seinem Boot an über 100 Einsätzen teil. Sie fanden während des Überfalls auf Polen in der Ostsee, beim Unternehmen Weserübung in der Nordsee vor Norwegen und später im Kanal statt. Am 12. März 1941 wurde er mit dem Ritterkreuz ausgezeichnet. Von Juli 1941 bis Juni 1944 war er als Korvettenkapitän Chef der 5. Schnellboot-Flottille. Am 1. Januar 1944 wurde er als erster Soldat der Schnellboote mit dem Eichenlaub ausgezeichnet. Die Flottille war unter seiner Führung die erfolgreichste der Marine. Ende April 1944 gelang ihm ein erfolgreicher Angriff auf alliierte Verbände, die für die Invasion in der Normandie trainierten (siehe auch: Exercise Tiger). Von Juni 1944 bis zum Ende des Krieges war er als 1. Admiralstabsoffizier beim Führer der Schnellboote stationiert.
Er wurde im Mai 1946 aus der Kriegsgefangenschaft entlassen. 1956 trat er in die Bundesmarine ein. Er war unter anderem Marineattaché in Frankreich, Kommandeur der Schnellbootflottille (1962–1964), Kommandeur des Marineabschnittskommandos Nordsee (1964–1966) und anschließend Kommandeur der Marineschule Mürwik. 1968 pensioniert, starb er mit 61 Jahren in Kiel.
Klug war verheiratet und hatte zwei Kinder.

## Auszeichnungen
- Spanienkreuz in Bronze am 6. Juni 1939[1]
- Medaille zur Erinnerung an den 1. Oktober 1938 am 1. September 1939[1]
- Eisernes Kreuz (1939) II. Klasse am 10. April 1940[1]
- Verwundetenabzeichen (1939) in Schwarz am 25. April 1940[1]
- Eisernes Kreuz (1939) I. Klasse am 7. August 1940[1]
- Schnellboot-Kriegsabzeichen am 16. Dezember 1940[1]
- Ritterkreuz des Eisernen Kreuzes mit Eichenlaub[1]
  - Ritterkreuz am 12. März 1941
  - Eichenlaub am 1. Januar 1944 (361. Verleihung)
- Finnisches Freiheitskreuz IV. Klasse am 10. Juli 1941[1]
- Nennung im Wehrmachtbericht am 28. April 1944[1]
- Kommandeur der französischen Ehrenlegion[1]